# Feng (Familienname)
Feng ist ein chinesischer Familienname.

## Namensträger
- Feng Ba († 430), Kaiser der nördlichen Yan
- Feng Bin (* 1994), chinesische Leichtathletin
- Feng Chen (* 1987), chinesische Badmintonspielerin
- Feng Congde (* 1966), chinesischer Dissident
- Feng Chun-kai (* 1988), taiwanesischer Radrennfahrer
- Feng Fei (* 1983), chinesischer Baseballspieler
- Feng Feng (* 1916), chinesischer Schauspieler
- Gia-Fu Feng (1919–1985), US-amerikanischer Übersetzer klassischer daoistischer Literatur
- Feng Gong (* 1957), chinesischer Schauspieler und Künstler
- Feng Guozhang (1858–1919), chinesischer General und Präsident der chinesischen Republik
- Guoping Feng (* 1960), sinoamerikanischer Neurowissenschaftler
- Feng Hao (1719–1801), chinesischer Beamter und Autor
- Feng Hao (Bogenschütze) (* 2001), chinesischer Bogenschütze
- Feng Hao (Go-Spieler)
- Feng Hong († 438), Kaiser der nördlichen Yan
- Feng Kun (* 1978), chinesische Volleyballspielerin
- Feng Lu (* 1979), chinesischer Bildhauer
- Feng Lulu (* 2000), chinesische Sprinterin
- Feng Mei-ying (* 1965), taiwanische Badmintonspielerin
- Feng Mengbo (* 1966), chinesischer Videokünstler
- Feng Menglong (1574–1645), chinesischer Dichter
- Milton Feng (* 1950), US-amerikanischer Elektroingenieur aus Taiwan
- Feng Nianhua (* 1914), chinesischer Basketballspieler
- Feng Panfeng (* 1989), chinesischer Behindertensportler im Tischtennis
- Feng Shanshan (* 1989), chinesische Profigolferin
- Feng Shaofeng (* 1978), chinesischer Schauspieler
- Feng Shuo (* 1998), chinesische Tennisspielerin
- Feng Tianwei (* 1986), singapurische Tischtennisspielerin
- Feng Xiaogang (* 1958), chinesischer Filmregisseur
- Feng Xiaoting (* 1985), chinesischer Fußballspieler
- Feng Xiliang (1920–2006), chinesischer Journalist
- Xinliang Feng (* 1980), chinesischer Chemiker, Wissenschaftler und Hochschullehrer
- Feng Yanzhe (* 2001), chinesischer Badmintonspieler
- Feng Youlan (1895–1990), chinesischer Philosoph
- Feng Yu (* 1999), chinesische Synchronschwimmerin
- Feng Yuxiang (1882–1948), chinesischer General und Warlord
- Feng Zhe (Schauspieler) (1920–1969), chinesischer Schauspieler
- Feng Zhe (Tischtennisspieler) (* 1975), chinesisch-bulgarischerer Tischtennisspieler
- Feng Zhe (Turner) (* 1987), chinesischer Turner
- Feng Zhenghu (* 1954), chinesischer  Wirtschaftswissenschaftler und Menschenrechtler
- Feng Zhi (Tang-Dynastie) 冯贽, chinesischer Literat
- Feng Zhi (Lyriker) (1905–1993), chinesischer Lyriker, Übersetzer und Literaturwissenschaftler
- Feng Zhiqiang (1928–2012), chinesischer Kampfkünstler
- Feng Zhu (* ?), US-amerikanischer Concept Designer
- Feng Zikai (1898–1975), chinesischer Kunstkritiker und Maler
- Feng Zuojian (* 1937), chinesischer Zoologe